# Meranoplus tanomtongi
Meranoplus tanomtongi (лат.) — вид мелких муравьёв рода Meranoplus из подсемейства Myrmicinae (Formicidae). Эндемик Юго-Восточной Азии.

## Распространение и экология
Юго-Восточная Азия: Лаос (провинция Вьентьян), Таиланд (провинции Каласин и Мукдахан). Этот вид встречается в низинных первичных лесах (300—600 м над уровнем моря). Типовая серия была собрана в сухом диптерокарповом лесу. Лаосские образцы были собраны в сухом вечнозелёном лесу. Образцы из провинции Мукдахан, северо-восточный Таиланд, были собраны в смешанном лиственном лесу.

## Описание
Длина рабочих муравьёв 2,62—2,85 мм, длина головы 0,62—0,65 мм (ширина 0,61—0,65 мм). Основная окраска тела желтовато-коричневая; мандибулы, усики, ноги и кончик брюшка жёлтые. Голова при виде анфас субквадратная, почти такой же длины, как ширина, бока слабо выпуклые, задний край слабо выпуклый, заднебоковые углы тупо изогнуты. Скапус усика короткий, достигает только уровня заднего края сложных глаз, вершинная половина вдавлена; II усиковый сегмент тонкий, длиннее каждого из сегментов III—VI, и почти такой же длины, как III+IV+V; VI сегмент шире каждого из сегментов II—V. Клипеус субпрямоугольный, короче ширины, его передний край слабо вогнут, а задний край наличника почти прямой. Мандибулы субтреугольные, жевательный край с 4 зубцами. Сложные глаза крупные, сильно выпуклые при виде анфас, расположены латерально за серединой длины головы, с 8 омматидиями вдоль длинной оси, каждая фасетка круглая или эллиптическая. Лобные доли широкие, их передние углы круглые, латеральный край слабо выпуклый. Лобные кили длинные, достигают заднебоковых углов головы. Усики 9-члениковые с булавой из 3 вершинных члеников. Проподеум с двумя короткими шипиками. Стебелёк между грудью и брюшком состоит из двух члеников: петиолюса и постпетиолюса (последний чётко отделён от брюшка). Постпетиоль в профиль субквадратный; при дорсальном виде постпетиоль окаймлён отчётливым гребнем. Вид был впервые описан в 2024 году по рабочим особям (самцы и самки остаются неизвестными).

## Этимология
Видовое название дано в честь профессора Алонгклода Таномтонга (Alongklod Tanomtong) из университета Кхон Каен, специалисту в области биологических наук в Таиланде, «который помогал и вдохновлял многих молодых биологов».